# 潍坊高新技术产业开发区

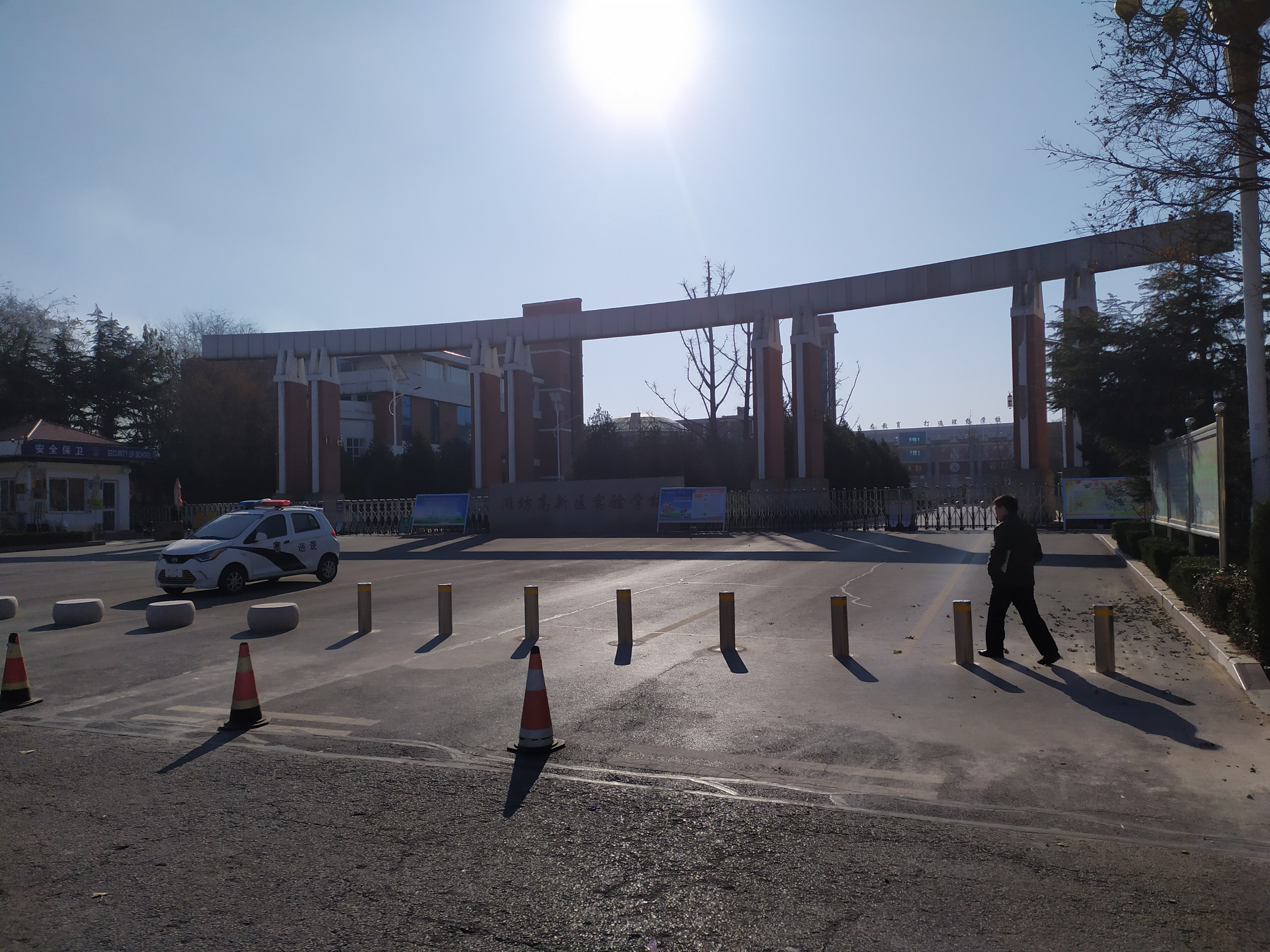
潍坊高新区实验学校

潍坊高新技术产业开发区（简称潍坊高新区）是1992年经国务院批准建立的国家高新技术产业开发区，位于山东省潍坊市，面积110平方公里，总人口27.1万人。潍坊高新区代管奎文区新城街道、清池街道两个街道办事处，其区域名义上属奎文区范围，但现在事实上已经由潍坊市单独管理。

## 发展目标
到2020年，潍坊高新技术产业开发区预计实现以下目标：
1. 汽车及装备制造业：实现销售收入1000亿元。
2. 声光电子产业：到2020年将实现产值1000亿元。
3. 生物医药产业：到2020年实现产值100亿元以上。[2]。